# Autoestrada A23
Die Autoestrada A23 oder Auto-Estrada da Beira Interior ist eine Autobahn in Portugal und Teil der Europastraße 802 und der Europastraße 806. Die Autobahn beginnt in Zibreira und endet in Guarda.

## Größere Städte an der Autobahn
- Zibreira
- Torres Novas
- Abrantes
- Castelo Branco
- Covilhã
- Guarda